# Охта
Охта (рус. Охта; фин. Ohtajoki) река је на северозападу европског дела Руске Федерације која протиче преко територија Всеволошког рејона, на северозападу Лењинградске области. Десна је притока реке Неве и део басена Балтичког мора.
Река Охта свој ток започиње на Лемболовском побрђу, тече углавном у смеру север-југ и улива се у реку Неву на 12,5 km узводно од њеног ушћа у Фински залив. У горњем делу тока често се назива и Великом Охтом. Укупна дужина водотока је 99 km, ширина реке варира од 10 до 50 метара, дубина од 0,5 до 5,5 метара, а просечан пад је 1,4 метра по километру тока. Површина сливног подручја реке Охте је 768 km².
Најважније притоке Охте су Харвази (12 km), Пиполовка (25 km), Лубја (26 km), Жерновка (10 km) и Окервиљ (15 km). У северном делу Санкт Петербурга на Охти је саграђено вештачко Охтинско језеро површине 1,3 km². У средњем делу тока на њеним обалама лежи варошица Токсово.
У писаним изворима река се помиње по први пут у Првом Новгородском летопису из 1300. године, а у XVII веку Швеђани су је називали Свартом или Црном реком (швед. Swarte Back).
Према извештају Федералне службе за хидрометеорологију и мониторинг из 2011. године река Охта се у доњем делу тока сматра екстремно загађеним водотоком, водотоком чија вода се сматра прљавом. У истом периоду у реку су се на подручју Санкт Петербурга изливале отпадне воде из преко 67 индустријских постројења.